# Babäk rayonu
Babek Rayon är en kommun i Azerbajdzjan.   Den ligger i distriktet Nachitjevan, i den sydvästra delen av landet, 400 kilometer väster om huvudstaden Baku. Antalet invånare är 65 100. Arean är 1,2 kvadratkilometer.
Terrängen i Babek Rayon är platt.
Följande samhällen finns i Babek Rayon:
- Sirab
- Zeynaddin
- Kyuznut
- Didivar
- Nazarabad

Trakten runt Babek Rayon består i huvudsak av gräsmarker. Runt Babek Rayon är det tätbefolkat, med 735 invånare per kvadratkilometer.